# Мариус Куркински
Ива̀йло Васѝлев Стоя̀нов, известен като Ма̀риус Ку̀ркински, е български театрален и кино актьор, режисьор и музикален изпълнител, особено известен с монологичните си театрални постановки, както и с песните и музикалните клипове „Ти-ри-ри-рам“, „Шу-шу“, „Стига бе!“ и (заедно с Ирина Флорин) „Пътуване“.

## Биография
Роден е на 15 октомври 1969 г. в град Нови пазар. 12-годишен постъпва в детското театрално студио към Драматичен театър – Варна, а след това – в театър „Щурче“ на братя Райкови.
Завършва актьорско майсторство за драматичен театър в класа на професор Крикор Азарян и асистенти Тодор Колев и Елена Баева във ВИТИЗ „Кръстьо Сарафов“ през 1993 г. и следва две години кинорежисура при професор Георги Дюлгеров. Получавал е множество награди за актьорското си и постановъчно майсторство. Негови спектакли са гастролирали с успех в чужбина.
Автор е на игралния филм „Дневникът на един луд“ (1996) по повестта „Записките на един луд“ на Николай Гогол.
Като певец издава три студийни албума в края на 90-те години: „Любовна война“ (1996), „Ще бъдем щастливи“ (1997) и „Двама“ (1999). Автор е на почти всички текстове към песните в тях, докато музиката към първите два е дело изцяло на групата „Тибетски сърца“, а на повечето в последния – на Петър Дундаков.
През 2007 г. получава „Икар“ за главна мъжка роля за моноспектакъла „Сътресение“ по Николай Хайтов, ДТ „Николай Масалитинов“ – Пловдив.
През март 2008 г. издава на DVD моноспектакъла си „Сътресение“.
През 2011 г. получава наградата „Икар“ на САБ „за главна мъжка роля“ за ролите си в моноспектакъла „Български разкази“, копродукция на Драматичен театър „Н. О. Масалитинов“ – Пловдив и ART I SHOCK.
През 2013 г. получава наградата „Икар“ на Съюза на артистите в България „за поддържаща мъжка роля“ за Клавдий в „Хамлет“ от Уилям Шекспир, реж. Явор Гърдев, Народен театър „Иван Вазов“.
През 2016 г. организира национално турне, на което представя моноспектакъла „Черното пиле“ по Николай Хайтов.
През 2019 и 2020 г. осъществява турне, на което представя юбилейния сборен моноспектакъл „Мариус 50“, в който влиза в роли от 9 предишни свои моноспектакъла.
През декември 2020 г. се завръща на музикалната сцена, като прави песен с рапъра Боро Първи – „Черни очила“.

## Личен живот
Куркински е християнин. Публично разкрива, че е гей през 90-те години на 20 век. Куркински обяснява в интервю от 2011 г. как „връзката между мен и жена е невъзможна. Важно е да бъдем честни в този случай“. Въпреки това изразява категорично неодобрение към гей браковете и осиновяването, макар че е „за подобни връзки“.

## Моноспектакли
- „Дон Жуан“ по Молиер, Младежки театър (12 февруари 1993 г.)
- „Песен на песните“ (по библейски текстове), НДК (1993 г.)
- „Дамата с кученцето“ по Чехов, НДК (1996 г.)
- „Евангелие по Матея“, Фондация „Концепция за театър“ (14 октомври 1997 г.)
- „Самият човек“ по Андрей Платонов, Фондация „Концепция за театър“ (19 февруари 1999 г.)
- „Сънят“ от „Светът в 10½ глави“ на Джулиан Барнс, Драматичен театър - Пловдив (9 май 2001 г.)
- „Сътресение“ по разказите „Сътресение“, „Страх“ и „Засукан свят“ на Николай Хайтов, Драматичен театър – Пловдив (1 ноември 2006 г.)
- „Български разкази“ по произведения на Ангел Каралийчев, народни приказки и предания, Драматичен театър – Пловдив (5 ноември 2010 г.)
- „Сънят на смешния човек“ по едноименния разказ на Фьодор Достоевски, Народен театър „Иван Вазов“ (17 април 2014 г.)
- „Юбилей“ от А.П. Чехов, Театър „Сълза и смях“ (24 януари 2015 г.)
- „Черното пиле“ по разказите „Мерак“, „Пазачът на овесената нива“ и „Черното пиле“ на Николай Хайтов, Продуцентска къща „Ажур Пико“, ОДТ „Апостол Карамитев“ - Димитровград (15 ноември 2016 г.)
- „Мариус 50“ – сборен моноспектакъл, Продуцентска къща „Ажур Пико“ (10 декември 2019 г.)

## Постановки
- „Дванайсета нощ“ от Уилям Шекспир, Държавен сатиричен театър (10 декември 1997 г.)
- „Синята птица“ от Морис Метерлинк, Учебен театър при НАТФИЗ „Кр. Сарафов“ (20 октомври 1998 г.)
- „Годежът“ от Морис Метерлинк, копродукция на ДСТ и НАТФИЗ „Кр. Сарафов“ (23 март 2000 г.)
- „Греховете наши“ по разкази на Чехов, театър „ИнверсиЯ“ (26 юни 2000 г.)
- „Изкуството на комедията“ от Едуардо де Филипо, ДТ – Пловдив (10 март 2001 г.)
- „Кралят-елен“ от Карло Гоци, Народен театър „Иван Вазов“ (14 декември 2001 г.)
- „Малки комедии“ от А.П. Чехов, ДТ – Пловдив (7 септември 2002 г.)
- „Зимна приказка“ от Уилям Шекспир, Народен театър „Иван Вазов“ (март 2003 г.)
- „Свекърва“ от Антон Страшимиров, ДТ – Пловдив (26 ноември 2003 г.)
- „Големанов“ от Ст. Л. Костов, МГТ „Зад канала“ (2004 г.)
- „Рибарят и неговата душа“ по Оскар Уайлд, Театър 199 (2004 г.)
- „С любовта шега не бива“ по Алфред дьо Мюсе, Народен театър „Иван Вазов“ (2005 г.)
- „Кървава сватба“ от Ф. Г. Лорка, ДТ – Пловдив (11 септември 2006 г.)
- „Укротяване на опърничавата“ от Уилям Шекспир, Държавен сатиричен театър „Алеко Константинов“ (1 април 2008 г.)
- „Великолепният рогоносец“ от Фернан Кромелинк, МГТ „Зад канала“ (14 октомври 2008 г.)
- „Златната мина“ от Ст. Л. Костов, Драматичен театър – Хасково (2009 г.)
- „Жените в Народното събрание“ от Аристофан, Държавен сатиричен театър „Алеко Константинов“ (11 октомври 2009 г.)
- „Отворена брачна двойка“ от Дарио Фо и Франка Раме, Театър 199 (5 май 2010 г.)
- „Балкански синдром“ от Станислав Стратиев, МГТ „Зад канала“ (2 октомври 2010 г.)
- „Държавните липи“ от Ст. Л. Костов, Драматичен театър – Хасково (2011 г.)
- „Ревизор“ от Н. В. Гогол, Народен театър „Иван Вазов“ (2012 г.)
- „Хамлет“ от Уилям Шекспир, Народен театър „Иван Вазов“ (2012 г.)
- „Суматоха“ от Йордан Радичков, МГТ „Зад канала“ (2012 г.)
- „Женско царство“ от Ст. Л. Костов,  Драматичен театър – Хасково (15 май 2013 г.)
- „Лодка в гората“ от Николай Хайтов, МГТ „Зад канала“ (4 октомври 2013 г.)
- „Мъжът на жена ми“ от Миро Гавран, Театър „Сълза и смях“ (15 февруари 2014 г.)
- „Изкуството на комедията“ от Едуардо де Филипо, МГТ „Зад канала“ (9 декември 2015 г.)
- „Синята птица“ от Морис Метерлинк, Народен театър „Иван Вазов“ (25 март 2016 г.)
- „Двубой“ от Иван Вазов, Народен театър „Иван Вазов“ (26 февруари 2021 г.)

## Филмография
| Година | Филми и сериали                                               | Серии | Копродукции                     | Роля              |
| ------ | ------------------------------------------------------------- | ----- | ------------------------------- | ----------------- |
| 2019   | „Засукан свят“                                                |       |                                 | Милю              |
| 2015   | „Някой посети душата ми“                                      |       |                                 |                   |
| 2013   | „Недадените“                                                  | 12    |                                 | Арон Бехар        |
| 2002   | „Двубой“                                                      |       |                                 |                   |
| 2001   | „Опашката на дявола“                                          |       | България, Русия, Япония         | адвокат Шейтанов  |
| 2000   | „И Господ слезе да ни види“ „Посетени от Господ“ – 2 заглавие |       | България, Франция               | Танаси            |
| 2000   | „Ad libitum 4. Вариации на граф дьо Бурбулон“                 |       |                                 | граф дьо Бурбулон |
| 2000   | „Краят на ХХ век“                                             |       |                                 | офицер            |
| 1997   | „Скрито чувство“                                              |       |                                 | себе си           |
| 1997   | „14 целувки“                                                  |       |                                 | генералът         |
| 1996   | „Дневникът на един луд“                                       |       |                                 | лудият            |
| 1996   | „Приятелите на Емилия“                                        |       | България, Франция, Швейцария    | Жорко             |
| 1996   | „Всичко от нула“                                              |       |                                 | Мариус Куркински  |
| 1995   | „Еуфорична трагедия“ („Urnebesna tragedija“)                  |       | ФР Югославия, България, Франция |                   |
| 1994   | „Граница“                                                     |       | България/Франция                | Малкия            |
| 1993   | „La donna è mobile“                                           |       |                                 | фотографът Леткис |
| 1992   | „Сирна неделя“                                                |       |                                 | диверсант         |

## Дискография

### Студийни албуми
- 1996 – „Любовна война“
- 1997 – „Ще бъдем щастливи“
- 1999 – „Двама“

### Сингли
- 1997 – „Ти ри ри рам“
- 1998 – „Шу-шу“